# Alphonso Jackson
Pour les articles homonymes, voir Jackson.

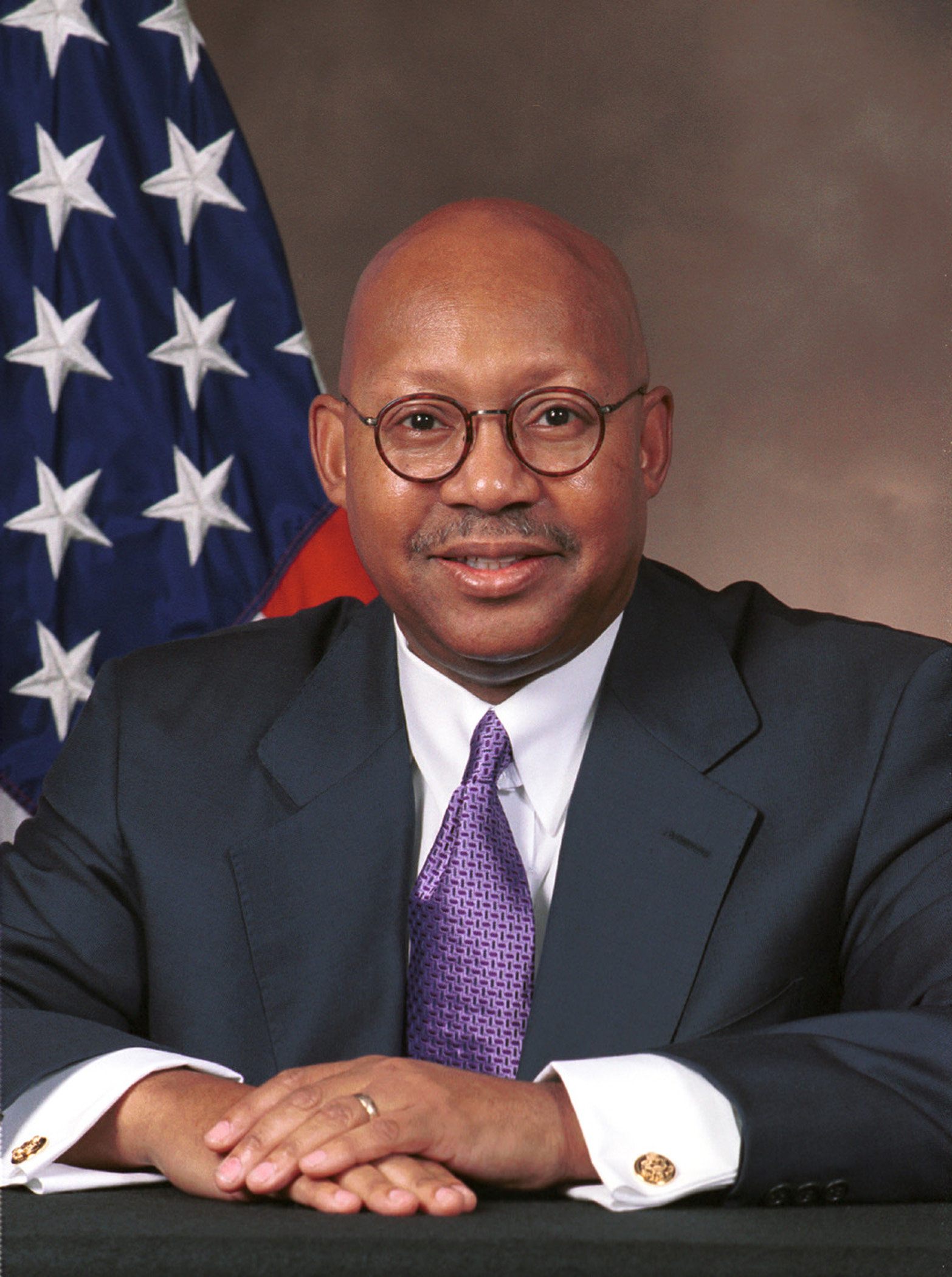
Alphonso Jackson en 2005

Alphonso Roy Jackson, né le 9 septembre 1945 à Marshall (Texas), est un homme politique américain. Membre du Parti républicain, il est secrétaire au Logement et au Développement urbain entre 2004 et 2008 dans l'administration du président George W. Bush.

## Biographie
Né au Texas, Alphonso Jackson grandit près de Dallas dans une famille de douze enfants. Il est diplômé en science politique, en administration et en droit.
En 1977, il devient le directeur de la sécurité publique de la ville de Saint Louis.
Après divers postes hautement qualifiés, il revient au Texas pour occuper d’autres postes publics ou privés comme à la présidence de la compagnie d’électricité du Texas.
En 2004, il succède à Mel Martinez au secrétariat au Logement et au Développement urbain.